# Charles Robert Richet
Charles Robert Richet (Parigi, 25 agosto 1850 – Parigi, 4 dicembre 1935) è stato un medico e fisiologo francese Premio Nobel per la medicina nel 1913.
Era figlio di Alfred Richet (1816-1891), noto chirurgo e professore di chirurgia clinica alla Facoltà di medicina di Parigi e della moglie Eugenie Renouard. Era inoltre nipote dell'uomo politico Charles Renouard (1794-1878), e pronipote dell'ingegnere civile e presidente dell'Accademia francese delle scienze, Pierre Simon Girard. Inoltre fu il padre di Charles Richet figlio (1882-1966), medico e membro dell'Accademia nazionale di medicina, deportato a Buchenwald, nonno di Gabriel Richet (1916-2014), medico nefrologo e membro anch'egli dell'Accademia di medicina.
Grazie alla sua indole eclettica e alla sua incessante curiosità è stato capace nel corso della sua vita di dedicarsi agli studi e alle attività più varie. Rimane però universalmente noto come il fondatore della sieroterapia, nonché pioniere nella ricerca sull'anafilassi per la quale vinse il Premio Nobel per la fisiologia nel 1913.
Tramite il suo libro La sélection humaine supportò la teoria eugenetica, sostenendo l'inferiorità della razza "gialla" e della razza "nera", e ritenendo che fosse necessario eliminare tutte le razze inferiori e gli anormali.

## Biografia

### Famiglia e giovinezza
Il contesto familiare nel quale visse gli impedì di sperimentare i conflitti e le difficoltà che molti giudicano necessari per compiere grandi imprese, ma senza dubbio lo mise nelle migliori condizioni per sviluppare quell'eclettismo scientifico e culturale che non l'avrebbe mai abbandonato. 
Durante gli ultimi anni scolastici, tuttavia, questa versatilità non gli facilitò la scelta degli studi futuri; finì per iscriversi alla Facoltà di medicina di Parigi nel 1869, assecondando con molta probabilità i desideri paterni.
Proseguì l'iter accademico con una certa lentezza, sviluppando qualche difficoltà nei confronti dell'anatomia, su cui all'epoca si basavano tutti gli studi della medicina; avrebbe poi dichiarato che se ne esagerava l'importanza. Ben presto, però, tra una composizione poetica e l'altra, con le quali amava dilettarsi, sviluppò un grande e vivo interesse per la fisiologia.

### Gli anni della ricerca sperimentale
La passione di Richet per la fisiologia lo indirizzò, da quel punto in avanti, allo studio sistematico delle scienze sperimentali, scelta che lo avrebbe portato, già alla giovane età di trentasette anni, ad essere nominato alla cattedra di Fisiologia presso la Facoltà di medicina di Parigi; la sua stessa tesi di laurea, presentata a Parigi nel 1877, s'intitolava Recherches expérimentales et cliniques sur la sensibilité.
Durante gli anni della formazione fu influenzato dai chirurghi Léon-Clément Le Fort e Félix-Alfred Vulpian, da Jules Marey per il suo uso di metodi grafici negli esperimenti fisiologici sui muscoli e nervi e, indirettamente, dallo stesso Claude Bernard. Nei laboratori di Marcellin Berthelot studiò alcuni aspetti del comportamento dei succhi gastrici; lo spunto per questa riflessione gli venne dal caso presentatosi al suo mentore, Aristide Verneuil, di un paziente che aveva ingerito una sostanza corrosiva compromettendosi la quasi totalità dell'esofago.
Gli esperimenti che Richet condusse, osservando l'attività vitale dello stomaco durante l'intervento chirurgico di sostituzione del cavo esofageo, lo portarono alla conclusione che il succo gastrico fosse composto per la maggior parte da acido cloridrico, confermando così la tesi di William Beaumont, medico statunitense noto come il "Padre della Fisiologia Gastrica" per le sue osservazioni sui processi digestivi umani. Le credenziali di Charles Richet come ricercatore furono poi rafforzate dai suoi studi condotti sulla temperature del corpo animale; fu lui a dimostrare che i mammiferi abbassano la loro temperatura corporea attraverso un meccanismo di respirazione accelerato (in inglese per definire questo comportamento viene usato il termine panting) volto ad incrementare l'evaporazione dell'acqua attraverso le superfici umide dei polmoni, della lingua e della bocca.

### Nascita della sieroterapia
Fu però alla fine di quel decennio (1880-1890), che vide la scoperta di tossine e antitossine all'Istituto Pasteur ad opera dei ricercatori Émile Roux, Alexandre Yersin e Emil Adolf von Behring, che Charles Richet consacrò ufficialmente la sua fama. Inizialmente compì con successo esperimenti indipendenti per trasferire l'immunità passiva contro un certo stafilococco, attraverso un'iniezione peritoneale nei conigli del sangue di cani guariti, nei quali lo stafilococco era stato isolato; per immunità passiva si intende un tipo di immunità, non acquisita per reazione diretta dell'organismo alla presenza di antigeni, bensì ottenuta con l'introduzione nell'organismo di un anti-siero, ossia un siero immune prodotto e prelevato da animali precedentemente infettati. Era stato appena enunciato il principio della sieroterapia. L'articolo scientifico con tutti i dettagli dell'importante scoperta faticò tuttavia ad essere notato e pubblicato; rifiutato inizialmente dall'Archives de Médecine Expérimentale per decisione del suo editore, Isidore Straus, fu infine pubblicato, seppur nell'indifferenza generale, sul Comptes Rendus de l'Académie de sciences il 5 novembre 1888.
Il motivo di tanta ostilità va ricercato nella concezione che si aveva all'epoca della malattia e dell'immunità, due concetti fortemente influenzati dalla guida e dal lavoro di Louis Pasteur, i cui studi erano stati essenzialmente focalizzati sugli agenti esterni, sui batteri. Una delle sue ipotesi era che, in qualche modo, la replicazione dei batteri arricchisse i tessuti dell'organismo ospite di una qualche sostanza, capace di inibire le successive replicazioni e quindi il diffondersi dell'infezione. Richet, al contrario, aveva proposto che la presunta sostanza immunizzante fosse prodotta, non dai batteri, ma dallo stesso organismo ospite; in questo senso la funzione della sieroterapia era quella di trasferire l'immunità prodotta da un animale guarito da un'infezione, ad un altro animale, in modo tale da rendere anche quest'ultimo immune a quel particolare agente infettivo. 
La scoperta della sieroterapia avrebbe potuto aprire fin dall'inizio nuovi ed ampi orizzonti nel panorama della ricerca nel campo della fisiologia, nonché permettere una più approfondita conoscenza dei meccanismi responsabili dell'immunità passiva; sfortunatamente, la difficoltà riscontrata dalla scoperta a livello mediatico e la concorrenza che si era venuta a creare nell'ambiente scientifico sull'argomento, portarono Richet e il suo collega Héricourt ad abbandonare il progetto di ricerca e ad utilizzare i risultati ottenuti a servizio della medicina terapeutica. Decisero infatti di sondare la possibilità di un utilizzo pratico della sieroterapia contro alcune tra le più diffuse e letali malattie dell'epoca.
Cominciò così un lungo e deludente decennio, durante il quale tutti gli sforzi vennero concentrati nella speranza di riuscire a sviluppare un siero prima contro la tubercolosi, poi contro il cancro. Gli esperimenti, che furono condotti su animali, per la maggior parte cani, non diedero risultati positivi e rischiarono a volte anche di portare a conclusioni dubbie e di scarso fondamento; curiosa è per esempio la tesi, sostenuta dallo stesso Richet, che vedeva nella somministrazione di carne cruda un possibile trattamento per la tubercolosi. L'idea venne al medico francese, come lui stesso afferma nelle sue Mémoirs, riflettendo sul fatto che attraverso il metabolismo della sola carne, si avrebbe avuto una più massiccia produzione di acido urico; era stato infatti notato che soggetti con elevati tassi ematici di acido urico, indice caratteristico della gotta, erano meno soggetti a contrarre la TBC.
Inizialmente i risultati degli esperimenti ripetuti sotto controllo sembrarono molto incoraggianti (alcuni dei cani affetti dalla patologia e nutriti con carne cruda si ripresero completamente), tanto che si decise di provare il trattamento anche sui pazienti umani, somministrando loro quello che veniva chiamato raw meat juice; quel che si ottenne fu, oltre a qualche imbarazzo nel reperimento della quantità di carne necessaria (400 grammi di carne cruda al giorno per persona), soprattutto un certo interesse dalla comunità mediatica e scientifica.
Tuttavia le critiche a questo metodo puramente empirico e privo di uno studio accurato sui suoi meccanismi e sulla validità di risultati tanto ottimistici, non faticarono ad arrivare, e ben presto Charles Richet si trovò costretto ad abbandonare questa iniziativa e a riprendere la sua attività di ricercatore.

### La scoperta dell'anafilassi e il Premio Nobel
Secondo quanto riportato nelle Mémoirs, intorno ai primi del '900 Charles Richet fu invitato sul panfilo del principe Alberto I di Monaco, grande appassionato di scienza; era questo un vero e proprio laboratorio galleggiante e, insieme con il fisiologo Paul Portier, Richet prese parte ad una crociera, dal luglio al settembre 1901, nelle Azzorre e a Capo Verde, per studiare, sotto suggerimento del principe Alberto, la tossina iniettata nelle vittime dalla puntura della Physalia physalis, nota anche come "caravella portoghese". Era questo un sifonoforo, un particolare tipo di medusa, diffuso nei mari tropicali ma che eccezionalmente si trovava anche nel Mar Mediterraneo occidentale, i cui veleni provocavano in generale paralisi ed arresto cardiaco. Richet, dopo averne osservato l'effetto anestetizzante sui piccioni di bordo, rilevò che una successiva esposizione al veleno, per quanto minima, produceva effetti letali sui soggetti in esame.
Rientrati a Parigi, i due scienziati proseguirono gli studi sugli effetti della tossina attinia, affine a quella della Physalia physalis, sui cani, e sulle possibilità di immunizzare gli animali da esperimento. Infatti le analogie con il processo infettivo portarono Richet ad intendere la creazione del veleno all'interno del corpo come ad un meccanismo per l'infezione. I primi esperimenti in questa direzione portarono ad identificare la precisa quantità di veleno oltre la quale la tossina diventava letale; tuttavia nel momento in cui si iniettava la seconda dose, aspettandosi questa volta che i cani reagissero positivamente, ormai immuni dopo la prima iniezione, si assisteva al decesso di tutte le cavie, anche di quelle che avevano ricevuto nel secondo dosaggio ridotte quantità di tossina. I risultati, inizialmente imbarazzanti, a causa del fatto che la prima iniezione aveva avuto un effetto completamente opposto a quello atteso, portarono Richet a enunciare il concetto di anafilassi (dal greco ἀνα-/ana contro + φύλαξις/phylaxis difesa) per indicare un fenomeno a suo giudizio diametralmente opposto all'immunità e alla protezione; infatti emerse che non solo i cani non diventavano immuni, ma erano sensibilizzati alla tossina, cosicché, se si reiniettavano dosi inizialmente innocue, dopo un certo intervallo si provocavano effetti drammatici e talvolta letali.
Grazie al suo lavoro successivo, e a quello di altri ricercatori, fu possibile dimostrare che il fenomeno dell'anafilassi e dello shock anafilattico non riguardava esclusivamente le tossine della Physalia physalis e dell'attinia, ma valeva anche per le proteine eterogenee, tossiche e atossiche, e in ultima analisi costituiva il problema di fondo delle sempre più numerose allergie dell'uomo. Grazie alle ricerche sull'anafilassi, Charles Richet vinse il Premio Nobel per la fisiologia e la medicina nel 1913. 
Il lavoro seguente di Henry Hallett Dale, fisiologo e neurologo britannico vincitore anch'egli del Premio Nobel per la medicina nel 1936, e di altri ricercatori, chiarì che il fenomeno dell'anafilassi non è affatto il contrario dell'immunità, come aveva affermato Richet, ma un suo aspetto particolare, nei casi in cui le cellule viventi reagiscono con particolare violenza (attraverso la produzione di immunoglobuline E, un particolare tipo di anticorpi sintetizzati dai linfociti B e coinvolti nella risposta immunitaria nel caso della presenza di allergeni) all'improvvisa sollecitazione imposta dalla reiniezione di un antigene. Il sistema immunitario, provvisto di memoria, libera, nel caso di una seconda esposizione, sostanze come l'istamina, principale responsabile della caratteristica reazione allergica. 
Le applicazioni dell'anafilassi in medicina risultarono chiare e numerose fin dalla sua scoperta; già dal 1913 furono pubblicate più di 4000 pubblicazioni sull'argomento ed esso gioca tuttora un ruolo importante nello studio delle malattie.

## Il personaggio

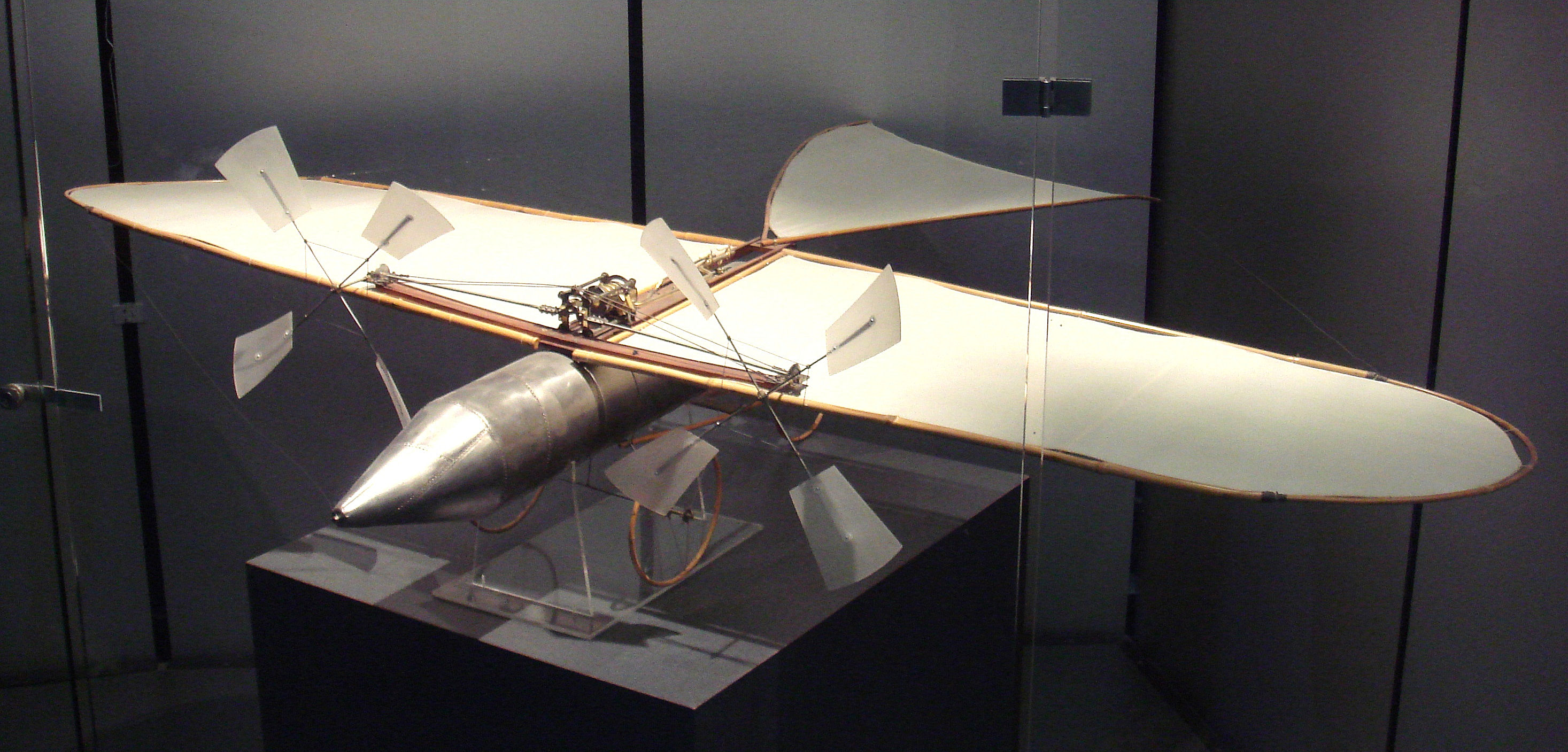
Aeroplano costruito da Victor Tatin

La curiosità insita nell'indole di Charles Richet, lo portò a coltivare una ampia varietà di interessi. A partire dal 1884, prese parte attiva ai movimenti pacifisti insieme con Frédéric Passy, l'economista e uomo politico che nel 1867 aveva fondato la Ligue internationale et permanente de la paix, e che divise il Premio Nobel per la pace con il fondatore della Croce Rossa Henry Dunant nel 1901. Richet scrisse diversi libri sulla pace, come Les guerres et la paix (1899) e Le passé de la guerre et l'avenir de la paix (1907); quest'ultimo fu tradotto in tedesco da Bertha von Suttner, che avrebbe ottenuto il Nobel per la pace nel 1905. La passione per la letteratura tuttavia non si esaurì qui, Richet infatti si dilettava a scrivere romanzi, poesie e commedie; una delle commedie pubblicate, Circé, scritta durante la storica crociera del 1901, in un momento critico in cui la pesca non dava buoni risultati e non si riusciva a trovare Physalia physalis, fu rappresentata a un recital al Teatro di Montecarlo da Sarah Bernhardt; Socrate, una tragedia, fu messa in scena al Théatre Odéon di Parigi. Un viaggio in Egitto, Palestina e Siria del 1876 mise inoltre le basi per una lunga passione per la storia e la cultura egiziana.
Fu iniziato alla Massoneria, presso la Loggia "Cosmos" n. 288 di Parigi.

### L'avventura nell'aviazione
Richet fece il suo incontro con Victor Tatin mentre entrambi lavoravano presso il laboratorio del fisiologo Jules Marey. Nel 1888 uno dei laboratori di Marey assunse Victor Tatin, all'epoca qualificato ingegnere, sperando in questo modo di riuscire a costruire un velivolo capace di far volare l'uomo; lo stesso Marey si era difatti personalmente interessato allo studio di alcune leggi aerodinamiche, dedotte dall'osservazione e dallo studio di uccelli in volo. Tuttavia il primo prototipo costruito da Tatin, dotato di ali azionate da un piccolo motore a vapore, non riuscì a resistere al primo collaudo. Marey però non perse le speranze e, confidente nel fatto che il volo a motore fosse possibile ed attuabile, propose a Richet di lavorare con Tatin e di interessarsi anch'egli a quell'"interessante rompicapo" qual era l'aviazione. La proposta di Marey stuzzicò la curiosità di Richet, le cui uniche conoscenze in materia risalivano ai libri d'avventura di Jules Verne, e, nel 1888, pochi mesi dopo l'inizio della collaborazione fra i due, egli suggerì di sostituire le doppie ali con un'unica struttura, simile ad un aliante, manovrata attraverso correnti d'aria.
L'idea risultò geniale e per i successivi sei anni Richet, Tatin e il resto del team, composto dai fratelli Breguet, lavorarono senza sosta al progetto, modificando e perfezionando frequentemente il modello originale. La collaborazione si rivelò molto proficua: nel 1909 l'aereo compì il suo primo vero volo. Il successo e le invenzioni tecniche che avevano portato a quel prototipo erano state notevoli, tanto che, pochi anni prima, uno dei fratelli Breguet, Jacques, aveva fondato la prima azienda aeronautica francese, la Breguet Aviation, originariamente chiamata Ateliers Breguet-Richet. In seguito, quando ormai l'interesse di Charles Richet per l'aviazione aveva lasciato il posto ad altre attività, il nome della compagnia fu modificato in Société anonyme des ateliers d'aviation Louis Breguet.

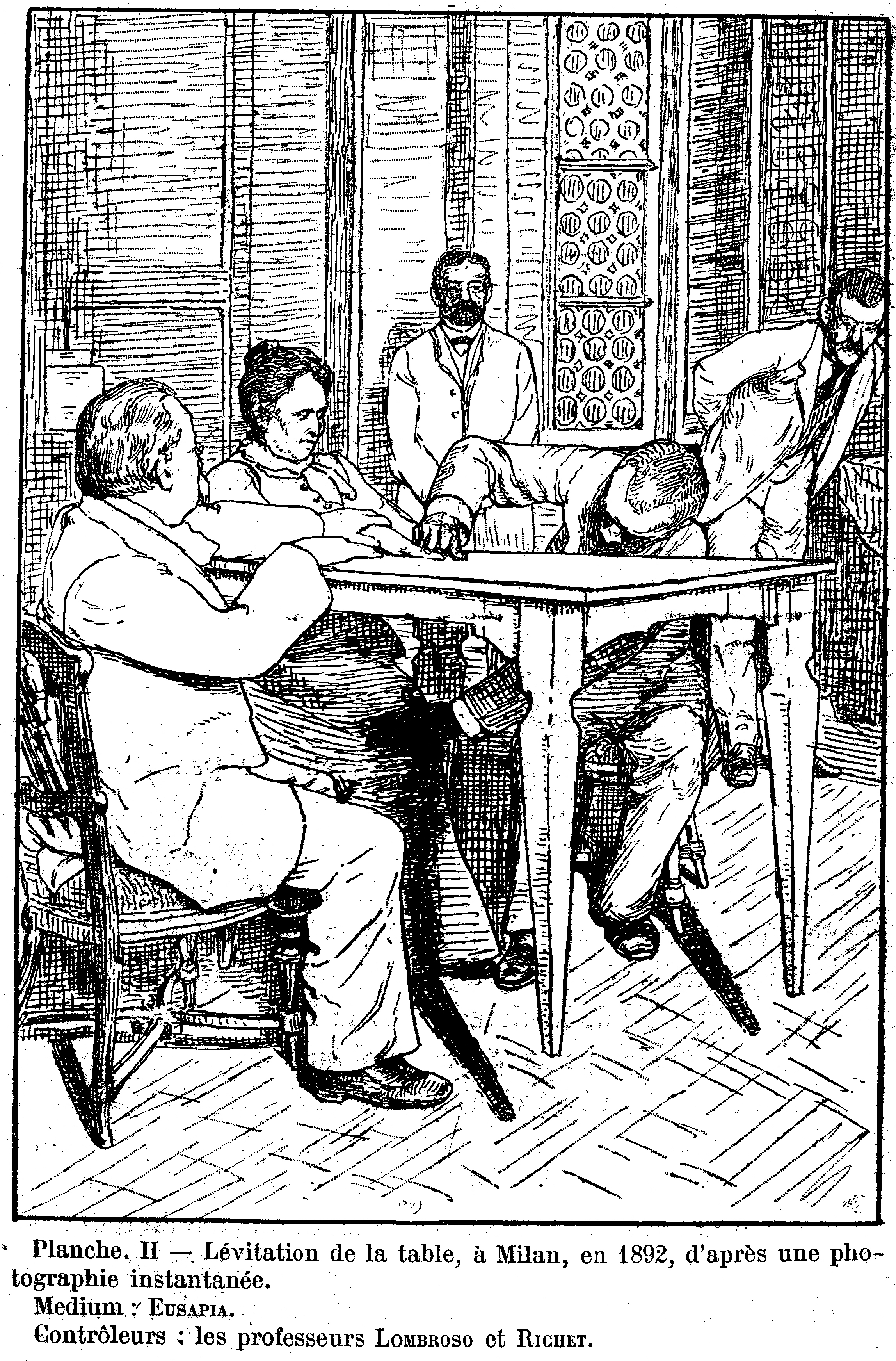
Cesare Lombroso e Charles Richet in una delle sedute con la medium Eusapia Palladino.

### Gli studi psichici
I numerosi interessi di Charles Richet lo portarono anche, nel corso della sua vita, a sondare gli estremi confini della scienza, dedicandosi fin dalla giovinezza alla ricerca psichica. Incurante degli avvertimenti del padre, da giovane medico si applicò agli studi dell'ipnotismo e pubblicò un lavoro sul sonnambulismo, frutto di esperimenti condotti intorno al 1870, durante gli anni del tirocinio. Nel 1884 pubblicò La Suggestion Mentale et le Calcul des Probabilités, uno studio sperimentale sulla suggestione (la telepatia) nel quale, ancorandosi all'oggettività della matematica, Richet affermò di aver ottenuto prove favorevoli dell'esistenza della suggestione mentale, a suo avviso un meccanismo inconscio ma ancora inspiegabile dalla scienza del suo tempo.
Agli inizi del 1880 partecipò a Parigi con amici russi e italiani, a sedute sperimentali con Eusapia Palladino, presunta medium italiana, molto celebre durante i suoi anni di attività; inoltre, per divulgare e sostenere la ricerca psichica in patria, nel 1891 fondò Le Annales des Sciences Psychiques, importante giornale di ricerca psichica dalla marcata tendenza sperimentale e, l'anno dopo, partecipò a Milano a diciassette sedute spiritiche, sempre con la Palladino . Come riconoscimento per i suoi contributi alla disciplina, nel 1919 fu nominato Presidente onorario dell'Institut Métapsychique International di Parigi, divenendone Presidente dal '30 al '35, mentre nel 1905 occupò il ruolo di Presidente della Society for Psychical Research, presso la quale tenne conferenze sulla telepatia. Fu proprio nel discorso presidenziale del 1905 che coniò e utilizzò il termine metapsichica – intendendo così situare i fenomeni paranormali nel campo di una psicologia allargata e oltrepassante i limiti dell'intelligenza umana – divenuto poi di uso comune nel mondo occidentale.
Nel 1922 Richet stampò il corposo Traité de Mé-tapsychique, un volume di oltre 800 pagine che fu scritto con l'intento di farne un vero e proprio manuale scientifico. Chiaramente, mancando alla metapsichica quegli elementi che fanno di una disciplina una scienza consolidata, l'impresa era destinata al fallimento sin dal principio, ma se non altro Richet volle attirare l'attenzione dei colleghi scienziati sulla considerevole mole di osservazioni che si andavano da tempo registrando e che necessitavano di studi più sistematici. Charles Richet fu anche il primo ad usare nel campo della parapsicologia e dello spiritismo il termine ectoplasma (dal greco ektòs, cioè "fuori", e plàsma, cioè "materia che prende forma"), una sostanza di natura sconosciuta, che secondo i fautori delle teorie paranormali uscirebbe dal corpo di alcuni medium in stato di trance e che spesso si materializzerebbe in figure visibili.

### Attività bibliografiche
Richet si preoccupò di tenere traccia della crescente letteratura nell'ambito della fisiologia e della medicina. Non molto dopo il suo incarico presso la Facoltà di medicina di Parigi, egli cominciò un dizionario di fisiologia, che arrivò a comporsi di ben dieci volumi nel 1922. Richet reclutò una commissione internazionale, in aggiunta agli associati dei suoi laboratori, per la stesura delle singole voci; di queste si vide poi costretto ad operare una scelta: non tutte avrebbero trovato posto nel manuale. L'istologia fu omessa perché, come disse lo stesso Richet, «...l'istologia mi sembrò abbastanza superflua nella fisiologia». Il primo volume dell'opera Dictionnaire de Physiologie, fu pubblicato nel 1895. La serie dei volumi, che venivano pubblicati con frequenza annuale, fu interrotta durante la prima guerra mondiale.
In aggiunta, Richet concepì un sistema di classificazione per tutta la letteratura medica e, nel 1894, avviò una nuova pubblicazione, Bibliographia Medica, proprio mentre la Index Catalogue of the American Surgeon-General (precorritrice della Index Medicus) cessava le sue pubblicazioni per mancanza di sottoscrittori; tre anni dopo Richet fu costretto ad abbandonare il suo progetto per ragioni simili. Cominciata nel 1881 e continuata per ben venticinque anni, Richet redasse la Revue scientifique. Nel 1889 acquistò la nota e rispettata Revue scientifique des deux mondes.

## Principali pubblicazioni
- Ricerche sperimentali e cliniche sulla sensibilità (1877)
- Struttura delle circonvoluzioni cerebrali (1878)
- Del succo gastrico nell'uomo e negli animali (1878)
- Fisiologia dei muscoli e dei nervi (1882)
- Il calore animale (1889)
- Fra cent'anni (1892) - Milano, Biondi, 1992.
- Dizionario di fisiologia (1895 e anni successivi)
- Le guerre e la pace : Studi sull'arbitrato internazionale (1899)
- Anafilassi (1914)
- L'uomo stupido (1919)
- Trattato di metapsichica (1923)
- La nuova zomoterapia (1924)
- L'uomo impotente (1927)
- Elogio della biologia (1929) - Bologna, Cappelli, 1961.
- La grande speranza (1934) - Napoli, Edizioni "Mondo Occulto", 1934.
- "Psicologia come romanzo: dalle storie di isteria a gli studi sull'ipnotismo: testi di Richet, Seppilli, Souriau" - a cura di Stefano Ferrari. Firenze, Alinea, 1987.